# 扎波羅熱區
扎波羅熱區（烏克蘭語：Запорізький район）是烏克蘭東南部扎波羅熱州的一個區，行政中心設於扎波羅熱，面積为4,693.7平方公里，人口数量为855,297人（2021年估计）。

## 历史
2020年7月18日乌克兰施行了行政区划改革，扎波羅熱州的区份数量减至5个，扎波羅熱區的面积显著扩大。改革前扎波羅熱區的面积为1,462平方公里，2020年人口数量为56,364人。

## 行政区划
扎波罗热区下分为17个市镇：
- 扎波罗热市镇（市级）
- 维利尼扬斯克市镇（市级）
- 库舒胡姆市镇（镇级）
- 新米科拉伊夫卡市镇（镇级）
- 泰尔努瓦泰市镇（镇级）
- 科梅舒瓦哈市镇（镇级）
- 马特维伊夫卡市镇（乌克兰语：Матвіївська сільська громада）（乡级）
- 米哈伊利夫卡市镇（乌克兰语：Михайлівська сільська громада (Запорізька область)）（乡级）
- 米哈伊洛-卢卡舍韦市镇（乌克兰语：Михайло-Лукашівська сільська громада）（乡级）
- 巴甫利夫斯凱市镇（乌克兰语：Павлівська сільська громада (Запорізька область)）（乡级）
- 彼得罗-米哈伊利夫卡市镇（乌克兰语：Петро-Михайлівська сільська громада）（乡级）
- 比伦凯市镇（乌克兰语：Біленьківська сільська громада）（乡级）
- 多林斯凱市镇（乌克兰语：Долинська сільська громада (Запорізька область)）（乡级）
- 新亚历山德里夫卡市镇（乌克兰语：Новоолександрівська сільська громада (Запорізька область)）（乡级）
- 斯泰普内市镇（乌克兰语：Степненська сільська громада）（乡级）
- 希罗凯市镇（乌克兰语：Широківська сільська громада (Запорізька область)）（乡级）
- 塔夫里斯凱市镇（乌克兰语：Таврійська сільська громада）（乡级）